# Rolf Wallentin
Rolf Valentin Larsson, mest känd under artistnamnet Rock-Rolf, född 20 september 1937 i Landskrona, död 8 oktober 1994 i Malmö, var en svensk rocksångare.
Han gjorde sin sångdebut i Owe Halls orkester, vilken var förebild till filmen Sven Klangs kvintett. 1954 vann Wallentin en sångtävling i Malmö och fick då epitetet "Malmös Frank Sinatra".
År 1957 vann han med sin grupp "Rock-Rolf och hans Satelliter" en musiktävling på Nalen i Stockholm. Belöningen för detta var att få ge ut en skiva, vilket blev EP:n Stockholm Rock som spelades in på dansrestaurangen Forum vid Triangeln i Malmö. Denna brukar av vissa räknas som Sveriges första rockplatta (den kom något tidigare än Rock-Ragges skivdebut samma år).
I oktober 1994 påträffades Wallentin ihjälslagen i Magistratsparken i Malmö, ett hittills ouppklarat mord.

## Diskografi
- 1957 – Stockholm Rock